# Nose
Nose je priimek več znanih Slovencev:
- Andrejka Vabič Nose, umetnostna zgodovinarka, kustosinja
- Maja Nose (*1982), atletinja
- Tomaž Nose (*1982), kolesar
- Martin Nose (*1960), agrarni ekonomist